# Gファンク
Gファンク（G-funk, G funk）は、1980年代末期にアメリカ合衆国カリフォルニア州で生まれた、ヒップホップのサブジャンルの一つ。

## 概要
サウンドの特徴として、ヒップホップの基本的な手法であるサンプリングに加えて生楽器も多用していること、シンセサイザーによる特徴的な旋律、ファンクとゆるやかなサウンドの併用、ゆったりとしたグルーヴ、サビにコーラスを使用することなどが挙げられる。ドクター・ドレーが制作したthe D.O.C.のIt's Funky EnoughとThe Formula（1989）には、Gファンクの原型を見ることができる。

## 詳細
ドクター・ドレーを始めとするデス・ロウ・レコードに所属していたアーティストに代表されるハードコアなサウンドが第一の潮流だった。
別な流れとしては、ウォーレン・G、ネイト・ドッグらが作り上げた、ファンクに加えアダルト・コンテンポラリーなどもサンプリングに使い、リラックスした雰囲気を醸し出すサウンドである。ファンクの複数の音源を細かくサンプリング使用したEPMDやボム・スクワッドなどとは異なり、Gファンクのラッパーは、単一の音源のみで曲を作ることもあった。
プロデューサー、ラッパーとして活躍したドクター・ドレーは、ヒップホップとジョージ・クリントンらのPファンクをベースに、緩いテンポでありながら緊張感を持ったサウンドを作り上げた。その手法は多くのフォロワーを産み、またデス・ロウはドレーが去った後もそのサウンドを踏襲した。

## 代表的なラッパー
- ドクター・ドレー
- スヌープ・ドッグ
- MCエイト
- コンプトンズ・モスト・ウォンテッド
- アバヴ・ザ・ロウ（英語版）
- DJクィック
- トゥー・ショート（英語版）
- ザ・ドッグ・パウンド
- ネイト・ドッグ
- ウォーレン・G
- 2パック
- ボーン・サグズン・ハーモニー
- ダズ・ディリンジャー
- クラプト
- コケイン（英語版）
- シュガ・フリー（英語版）